# Остров (Свердловская область)
О́стров (тат. Утырау, Ләң) — деревня в Тугулымском городском округе Свердловской области России. Сибирско-татарское название деревни - Утрау. 

## География
Деревня Остров расположена в 16 километрах на юго-восток от посёлка городского типа Тугулыма (по дорогам в 22 километрах), на своеобразном острове, образованном раздвоением на северный и южный рукава русла реки Пышмы, которые затем вновь сливаются в одно русло. Деревня находится на левом берегу южного рукава. С северной стороны деревни расположено Саковское озеро. Кроме этого озера, на острове расположены более 15 озёр. Самое большое — Изяково, в него впадают 2 небольшие речки. Татарское название озера — Билтер.

## История
Деревня Остров (по татарски: утрау-остров) имеет большую историю. Годом основания считается 1680 год.  Недалеко от Острова находится Кучум-гора. По преданию, это место, где стоял шатёр хана Кучума, после того как он, проиграв битву Ермаку, скитался по окраинам своего ханства. По воспоминаниям местных жителей, на этой горе в 1940-е годы всё ещё стоял столб от шатра Кучума.
По одной из легенд, издавна жившие на острове сибирские татары отправили ходоков к Николаю II. Император принял ходоков и даровал им право проживания и пользования всеми лугами на острове.
Во времена Советского Союза это была большая деревня с сибирско-татарским населением, здесь была начальная трех-классная  татарская школа, построенная самими жителями 1911 году на собственные средства. Школа располагалось почти в середине деревни между двух улиц Речной и Лесной, татарские названия Большая улица (Сур урам) и Новая улица (Ёна урам) в семидесятых годах XX столетия школу власти закрыли, и семи, восьми,  и девятилетние    дети учились в школе в деревне Гилево и жили там в интернате.   Их возил туда тентованный ГАЗ-51 в любую погоду в любой мороз. Был хороший  медпункт, большой добротный клуб, магазин, почтальон, пожарный, лесник, егерь.  В конце XX века деревня пришла в упадок, так как предприятие на котором работало большая часть работоспособного населения совхоз "Тугулымский" обанкротился.  Многие жители уехали в районный центр Тугулым и в город Тюмень, население значительно уменьшилось. Ранее в деревне была мечеть, закрытая с приходом большевиков к власти и позднее сгоревшая. Бывшие местные жители построили в 2014 году кирпичную мечеть на месте сгоревшей. Татары свои сельские населенные пункты называют аулы..

## Население
| 2002 | 2010 | 2021 |
| ---- | ---- | ---- |
| 105  | ↘46  | ↘44  |

Согласно переписи населения 2010 года, все жители деревни Остров — татары (в основном сибирские татары).